# 樋口黎
樋口黎（日語：ひぐち れい，1996年1月28日—）為日本自由式角力運動員，在2016年奧運57公斤級賽事奪得銀牌，2024年奥运57公斤级赛事夺得金牌。
樋口黎目前就讀日本體育大學。2015年10月他的右手骨折，不過在12月時他贏的全日本錦標賽。

## 外部連結
- 樋口黎在United World Wrestling（英语）
- 樋口黎在Olympics.com（英语）
- 樋口黎在Olympedia（英语）